# Cratere Izudyr
Izudyr  è un cratere sulla superficie di Venere.